# Deutsche Schwimmmeisterschaften 1989
Die 101. Deutschen Meisterschaften im Schwimmen fanden vom 20. bis 25. Juni 1989 im Südbad in Dortmund statt.
| Disziplin           | Männer            | Männer           | Männer | Frauen             | Frauen           | Frauen |
| Disziplin           | Name              | Verein           | Zeit   | Name               | Verein           | Zeit   |
| ------------------- | ----------------- | ---------------- | ------ | ------------------ | ---------------- | ------ |
| 50 m Freistil       | Bernd Hoffmeister | Wuppertal        |        | Marion Aizpors     | SG Gladbeck      |        |
| 100 m Freistil      | André Schadt      | Darmstadt        |        | Marion Aizpors     | SG Gladbeck      |        |
| 200 m Freistil      | Peter Sitt        | SV Rhenania Köln |        | Stephanie Ortwig   | Remscheid        |        |
| 400 m Freistil      | Stefan Pfeiffer   | Hamburg          |        | Stephanie Ortwig   | Remscheid        |        |
| 1500 m Freistil     | Stefan Pfeiffer   | Hamburg          |        |                    |                  |        |
| 50 m Brust          | Ralf Eggers       | Darmstadt        |        | Peggy Jähnichen    | Wuppertal        |        |
| 100 m Brust         | Mark Warnecke     | Bochum           |        | Alexandra Hänel    | SV Rhenania Köln |        |
| 200 m Brust         | Jens Beck         | SG Lahn-Eder     |        | Alexandra Hänel    | SV Rhenania Köln |        |
| 50 m Rücken         | Frank Hoffmeister | Wuppertal        |        | Sandra Völker      | Norderstedt      |        |
| 100 m Rücken        | Frank Hoffmeister | Wuppertal        |        | Marion Aizpors     | SG Gladbeck      |        |
| 200 m Rücken        | Frank Hoffmeister | Wuppertal        |        | Marion Zoller      | Schwäbisch Gmünd |        |
| 50 m Schmetterling  | Stephan Güsgen    | Dormagen         |        | Petra Fritsche     | Neckarsulm       |        |
| 100 m Schmetterling | Martin Herrmann   | SV Rhenania Köln |        | Susanne Bosserhoff | Hildesheim       |        |
| 200 m Schmetterling | Martin Herrmann   | SV Rhenania Köln |        | Gabi Reha          | Karlsruhe        |        |
| 200 m Lagen         | Peter Bermel      | Hamburg          |        | Alexandra Hänel    | SV Rhenania Köln |        |
| 400 m Lagen         | Peter Bermel      | Hamburg          |        | Petra Hausmann     | Füssen           |        |